# André Mehmari

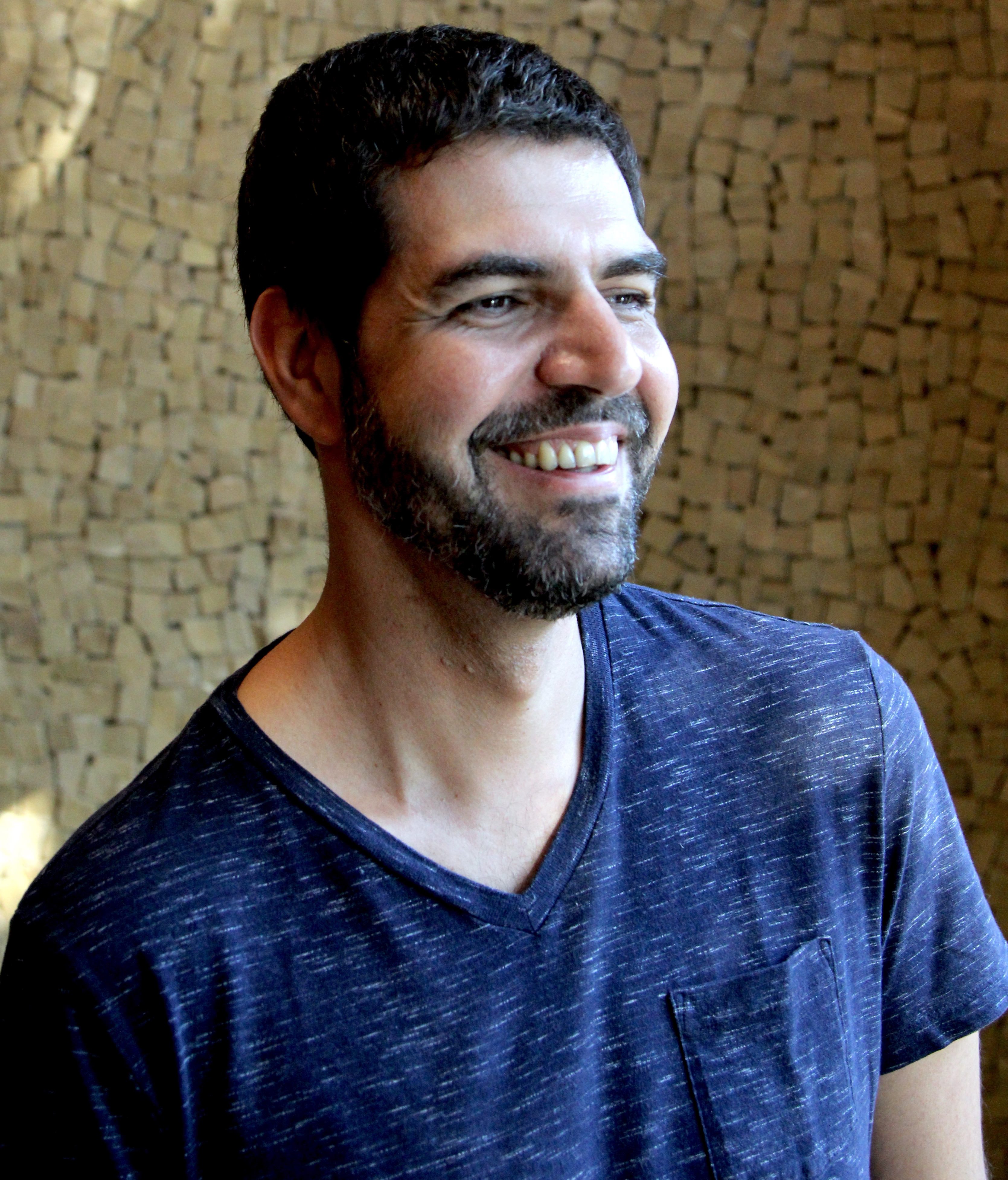
André Mehmari in 2020

André Mehmari (Niterói, 22 april 1977) is een Braziliaans componist, arrangeur en pianist. Daarnaast bespeelt hij ook nog een aantal andere instrumenten.

## Levensloop
Mehmari kwam al vroeg in contact met muziek; zijn moeder beïnvloedde hem als klein jongetje bij het pianospel. Nadat zijn ouders waren verhuisd naar Ribeirão Preto, kreeg hij aldaar vanaf zijn achtste levensjaar geregeld pianoles aan de muziekschool. In deze periode ontdekte hij de jazz en de improvisatie. Hij trad op 13-jarige leeftijd voor het eerst op en speelde ook in trio's, kwartetten en andere ensembles, waarbij hij zich op jazz specialiseerde. Gedurende deze periode schreef hij ook zijn eerste kleine composities en bewerkingen voor muzikale groepen in zijn stad. In 1993 en 1994 werd hij uitgenodigd om aan het Winterfestival in Campos do Jordão met zijn bigband deel te nemen. In 1994 kreeg hij de kans deel te nemen aan een cursus voor het arrangeren in een klas van Moacir Santos. In 1995 organiseerde hij een concert tijdens het "Festival Internacional Música Nova" in Ribeirão Preto met uitsluitend eigen composities.
Vanaf 1995 studeerde hij piano aan het "Departamento de Música da Escola de Comunicação e Artes" van de Universiteit van São Paulo (USP) in São Paulo bij Amílcar Zani. Eveneens studeerde hij parallel in cursussen voor compositie en arrangeren bij Willy Corrêa, Olivier Toni, Régis Duprat en Lorenzo Mammi. Voor enkele werken ontving hij een prijs, zoals voor Cinco Peças (Vijf stukken) voor vier klarinetten en piano (1997). In 1999 schreef hij muziek voor het ballet Sete, geïnspireerd door teksten van Nelson Rodrigues, dat in première ging met de balletcompagnie "Paulista de Dança". Voor het symfonisch blaasorkest van de staat São Paulo componeerde hij Enigmas voor contrabas en blaasorkest.
In 1999 verzorgde hij opnieuw een solo-optreden tijdens het Winterfestival in Campos do Jordão en werd daarbij begeleid door het "Orquestra Jazz Sinfônica do Estado de São Paulo".
In 2007 ontving hij de prijs Troféu Carlos Gomes.

## Composities

### Werken voor orkest
- 1999 Sinfonia Elegíaca
- 2000 Varições sobre "Forrolins" - Tema de Cacá Malaquias, voor orkest
- 2003 Omaggio a Berio, voor orkest
- 2004 Fantasia sobre "É doce morrer no mar ...", voor orkest
- 2005 Suíte de Danças Reais e Imaginárias
  1. Prelude
  2. Sillywalking
  3. Giga Valsa
  4. Espera
  5. Maracastrava
  6. Trégua
  7. Catala
  8. Pavana
  9. Finale
- 2007 Fantasias orquestrais baseadas na música de Antônio Carlos Jobim, Heitor Villa-Lobos e Chico Buarque para cerimônia de abertura dos Jogos Panamericanos (Rio 2007)
- 2008 Concert, voor jazz-piano trio en strijkorkest
- 2009 Concert, voor fagot, harp en strijkorkest
- 2009 Strambotti, voor klarinet, accordeon en strijkorkest 
  1. Estrambote su le Stagioni di Antonio Vivaldi
  2. Alla Siciliana - Strambotto senza parole
  3. Estrambote Variado
- 2010 Contraponto, Ponte e Ponteio
- 2010 Fantasia sobre o Hino Nacional Brasileiro
- Cidade do Sol, voor orkest[1] - première: 4 oktober 2010 in Bonn, in de "Beethovenhalle" door het Braziliaanse orkest "Sinfonica Heliópolis"
- Fantasia Coral Natalina, voor orkest
- Sarau pro Vadico, fantasie voor klarinetkwintet en orkest
- Um Concerto Espiritual, voor gemengd koor en orkest

### Werken voor harmonieorkest
- 2006 Atmosferas (zie: Balletten)
- Concertino, voor piano en harmonieorkest
- Enigmas, voor contrabas solo en harmonieorkest

### Muziektheater

#### Balletten
| Voltooid in | titel                                   | aktes | première                                           | libretto         | choreografie      |
| ----------- | --------------------------------------- | ----- | -------------------------------------------------- | ---------------- | ----------------- |
| 1998        | Soprador de Vidro; samen met Gil Jardim |       |                                                    |                  |                   |
| 1999        | Sete                                    |       | 1999                                               | Nelson Rodrigues |                   |
| 2006        | Atmosferas                              |       | 16 november 2006, São Paulo, Teatro Sérgio Cardoso |                  | Danny Bitenncourt |
| 2009        | Ballo                                   |       | 2 april 2009, São Paulo, Teatro Sérgio Cardoso     |                  | Ricardo Scheir    |

### Vocale muziek

#### Liederen
- 2004 Vento bom, voor zangstem en piano - tekst: Sérgio Santos
- 2007 que falta faz tua ternura..., Choro Canção
- 2009 Tentar Dormir, voor zangstem en piano - tekst: Luiz Tatit
- Eternamente, voor zangstem en piano - tekst: Rita Altério
- Sal Saudade, voor zangstem en piano - tekst: Leandro Maia
- Sonho do Além, voor zangstem en piano - tekst: Luiz Tatit
- Última Valsa, voor zangstem en piano - tekst: Sérgio Santos
- Valsa Russa - A Shakespearean Waltz, voor zangstem en piano - tekst: Leandro Maia

### Kamermuziek
- 1997 Cinco Peças (Vijf stukken) voor vier klarinetten en piano
- 1998 Samba Novo, voor altsaxofoon, akoestische bas en drumstel
- 2000 Valsa-Variação sobre "Tico-tico no fubá", voor dwarsfluit en piano
- 2001 Sete Miniaturas, voor blaaskwintet
- 2005 Angelus, voor strijkkwartet en piano
- 2006 Mvsica Noturna e Aurora, voor strijkkwartet
- 2007 Viagem de Verão, voor trio en piano
- 2008 Lachrimæ
- Cantiga, voor dwarsfluit en piano
- Variações Villa-Lobos - sobre o tema da Bachianas nº 7, voor hobo, klarinet, fagot en piano

### Werken voor piano
- 1999 Choro da Contínua Amizade
- 1999 Choro Turco
- 1999 Valsa Romântica - a partir de "Letra para uma valsa romântica" de Manuel Bandeira
- 2000 Canto Primeiro
- 2001 Noturno Espanhol
- 2007 Nasce um Anjo - uma ária neobarroca[2]
- Canto das Geraes
- Lullaby
- uma valsa em forma de árvore